# Porto Ceresio
De Italiaanse plaats Porto Ceresio ligt in de provincie Varese (Lombardije) in het bergdal Valceresio. Het is toeristisch gezien de belangrijkste plaats aan de Italiaanse oever van het Meer van Lugano. Porto Ceresio heeft een lange mooi aangelegde boulevard langs het meer, de lungolago met uitzicht op het tegenover gelegen plaats Morcote. In de plaats is het Museo Etnografico Appiani-Lopez gevestigd met gebruiksvoorwerpen en foto's uit de 19e en 20e eeuw.
Gedurende het winterseizoen (december-april) bestaat er een bootverbinding tussen Porto Ceresio en het Zwitserse Morcote. De plaats is met Varese verbonden door een spoorlijn die door het Valle Ceresio voert. Een reis tussen de twee plaatsen duurt ongeveer twintig minuten.

## Afbeeldingen

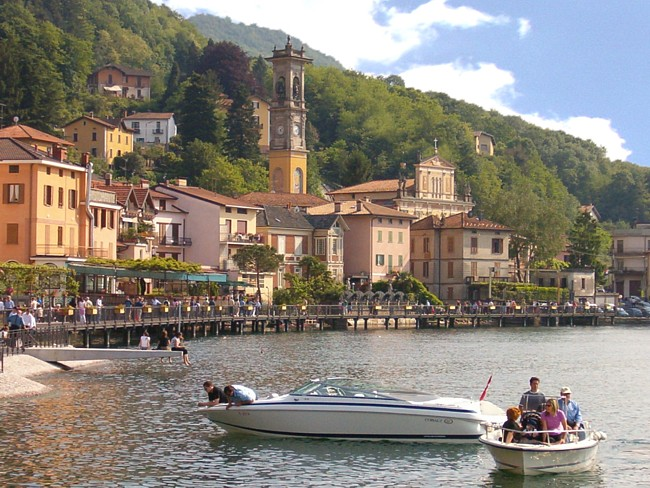
Porto Ceresio
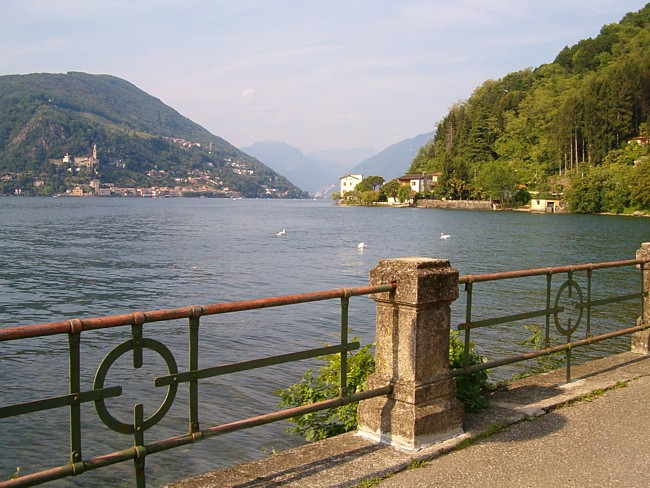
Zicht op Meer van Lugano